# بياتريس رايت
بياتريس رايت (بالإنجليزية: Beatrice Wright)‏ هي أكاديمية وعالمة نفس أمريكية، ولدت في 16 ديسمبر 1917 في جزيرة ستاتن في الولايات المتحدة، وتوفيت في 31 يوليو 2018 في لورانس في الولايات المتحدة.